# Камчатский театр драмы и комедии
Камчатский театр драмы и комедии — театр в Петропавловске-Камчатском.

## История театра
Историю театра на Камчатке принято вести от 21 апреля 1933 года, когда труппа профессиональных артистов дала первое представление в Петропавловске — спектакль Д. Курдина «Междубурье».
Первое название театра — КОРТ (Камчатский областной рабочий театр), затем театр носил имя Отто Юльевича Шмидта. Современное название присвоено театру в 1992 г. С первых дней работы Камчатский театр активно содействовал повышению уровня культуры на полуострове. С 1933 г. театр функционировал как передвижное учреждение.
В 1936 году от пожара погибло здание театра. В 1939 году завершилось строительство нового театра на 398 мест (простояло до 1964 года).
В напряженной творческой работе прошли военные годы: артисты собирали деньги на строительство военных самолётов, выступали для участников Курильского десанта. Мирные 50-е годы были отмечены культурным ростом и увеличением количества актёров. В 1964 г. началась новая веха в жизни театра, связанная с переездом в просторное здание на ул. Ленинской, д.75, являющееся визитной карточкой исторического центра Петропавловска.
В 1981 году состоялись гастроли в старейшем российском театре Москвы — Малом Академическом. В 1983 году театр был награждён Орденом Дружбы народов СССР. В 1983-87 гг главным режиссёром Камчатского театра драмы и комедии был Юрий Погребничко. В 1990-е годы в нём служили широко известные театральные деятели: Виктор Рыжаков, Иван Вырыпаев, в 2000-е гг. осуществили постановки Сергей Пускепалис, Сергей Стеблюк. Долгое время возглавлял театр режиссёр и драматург Валентин Зверовщиков.
В 1991 году Камчатский областной драматический театр получил современное название.
В 90-е годы театр активно вступал на гастролях и фестивалях в городах РФ (Магнитогорск, Хабаровск, Иркутск, Магадан) и за рубежом (в Шотландии, США, Германии). В 2000-е годы театр стал неизменным участником Всероссийского фестиваля им. А.Вампилова (г. Иркутск). Новейшая история театра отмечена участием в фестивалях Дальневосточного региона: «Сахалинская рампа», Фестиваль театров Дальнего Востока — и гастролями в Иркутске и Санкт-Петербурге.
2010-е гг. в жизни театра отмечены взаимодействием с молодой режиссурой и новыми театральными формами. С 2013 г. здесь осуществили свои постановки Антон Коваленко, Максим Кальсин, Павел Зобнин, Анна Фекета, Егор Чернышев, Никита Рак, Евгений Маленчев, Роман Каганович, Вера Попова, Михаил Лебедев. Возобновилось фестивальное и гастрольное движение. Театр побывал с обменными гастролями в Иркутске и Санкт-Петербурге, неоднократно становился участником фестивалей в Санкт-Петербурге, Хабаровске, Благовещенске. Четыре раза театр становился обладателем Гранта программы развития театрального искусства на Дальнем Востоке. Спектакль театра «Свидетельские показания» в 2022 году вошёл в Longlist фестиваля «Золотая маска».

## Труппа театра
- Баглюков, Олег Александрович (с 1972), народный артист России
- Артемьева, Татьяна Григорьевна, заслуженная артистка России (2003)[2]
- Александра Славина 1934—1954
- Владимир Стеклов 1977—1982
- Георгий Третьяков
- Дерегузова, Татьяна Павловна, заслуженная артистка РФ
- Анна Савельева, народная артистка РФ
- Алексей Высторопец, заслуженный артист РФ
- Майя Соловьева, Заслуженная артистка РСФСР, служила в театре почти полвека — в 1954—2001 годах

## Репертуар театра
Спектакли, которые были поставлены на новой сцене после 1964 года:
- 1964 — «Волки в городе». (32 сезон)
- «Пакет из Африки»
- «Передай улыбку»
- «К морю-океану»
- «В день свадьбы»
- «Мост и скрипка»
- «Временный жилец»
- «Требуется лжец»
- «Мой бедный Марат» Алексея Арбузова
- «Человек выше своей судьбы»
- «Камешки на ладони» А. Д. Салынского[3]
- «Борис Годунов»
- 1965 — «Здесь начинается Россия»
- «Дурочка»
- «Вдовец»
- «Порт-Артур»
- «Обелиск»
- «Зонтики нужно беречь»
- 1966 — «Суд идёт»
- «Щит и меч»
- «Сверчок»
- «Трус»
- «Вызов богам»
- «Ночная исповедь» А. Н. Арбузова
- «Цыган»
- «Горе от ума» А. С. Грибоедова
- 1967 — «Чрезвычайный посол»
- «Варшавская мелодия» Л. Г. Зорина
- «Перебежчик»
- «Парусиновый портфель»
- «Серая шляпа»
- «Вьюга»
- «Дети солнца»
- «Сохрани мою тайну»
- 1968 — «Старые друзья»
- «Круглый стол с острыми углами»
- «Десять суток за любовь»
- «Судьба профессора Доуэля»
- «День рождения»
- «Любовь моя — беда моя»
- «Дело, которому ты служишь»
- «Ленин»
- «Мораль пани Дульской»
- 1969 — «Укрощение строптивой» У. Шекспира
- «Голосеевский лес»
- «На всякого мудреца довольно простоты» А. Н. Островского
- «Русские люди»
- «С лёгким паром»
- «Правду! Ничего, кроме правды!!!»
- 1970 — «Третий должен уйти»
- «Ночная повесть»
- «Мария Стюарт»
- «Единственный свидетель»
- «Иркутская история» А. Н. Арбузова
- «Дуэль»
- «Свидание в предместье» по пьесе А. В. Вампилова «Старший сын»
- 1971 — «Проснись и пой»
- «Солдатская вдова»
- «Берег»
- «Сослуживцы»
- «Трибунал»
- «История одной любви»
- «Валентин и Валентина» М. М. Рощина
- 1972 — «Зыковы»
- «А поезд идёт»
- «Персональное дело»
- «Неравный брак»
- «Василиса Мелентьева»
- «Миссис Пайпер ведёт следствие»
- «Долги наши»
- 1973 — «Прежде чем пропоёт петух»
- «Родственники»
- «Старый новый год»
- «Счастливый Шурик»
- «Другая»
- 1974 — «Дон Карлос»
- «Забыть Герострата»
- «Четыре капли»
- «Ханума»
- «Я всегда улыбаюсь»
- «Причуды Белисы»
- «Чти отца своего»
- 1975 — «Муж и жена снимут комнату»
- «Рок-н-ролл на рассвете»
- «Материнское поле»
- «Энергичные люди»
- 1976 — «Сердце сердце»
- «Дальше тишина»
- «Не стреляйте в белых лебедей»
- «Свои люди — сочтёмся»
- «Багряный бор»
- «В графе отца — прочерк»
- 1977 — «Венецианские близнецы»
- «Интервенция»
- «67 по диагонали»
- «Мои надежды»
- «Дети Ванюшина»
- «Бомба и капитан»
- «Вечер несыгранных ролей»
- 1978 — «Ночь после выпуска»
- «Власть тьмы» Л. Н. Толстого
- «Весёлый самоубийца»
- Будьте здоровы
- Стеклянный зверинец
- Мы, нижеподписавшиеся
- Старый дом [1979]
- Бесприданница
- Мещанин во дворянстве
- Как долго ты шёл!
- Синие кони на красной траве
- Эшелон
- Левша [1980]
- Идиот
- Пожалейте гангстеров
- Ретро
- Игра воображения
- Штормовое предупреждение [1981]
- Мария Тюдор
- Провинциальные анекдоты
- Стихийное бедствие
- Вариации феи Драже
- Закон вечности [1982]
- Бенефис Васютиной Заступница (отрывки Бесприданница, Власть тьмы, Единственный свидетель)
- Трактирщица
- Заступница
- Дорогая Памела
- Наедине со всеми [1983]
- Тепло земли
- Бумажный патефон
- Смотрите кто пришёл !
- Моя профессия-синьор из высшего общества
- Женитьба
- Провинциальные свидания [1984]
- Вечер
- Театральные пародии
- Не боюсь Вирджинии Вулф
- Чао
- Проводим эксперимент
- Берёзовая ветка
- С трёх до шести [1985]
- Предместье
- Двери хлопают
- Эффект Редькина
- Эвридика
- С любимыми не расставайтесь
- Бесплодные усилия любви [1986]
- Вкус черешни
- Даже когда мне будет 100 лет
- Маргарита, Максимилиан и другие
- Нужна драматическая актриса (Лес)
- Сторож
- Сёстры
- Мой друг [1987]
- Собачье сердце
- Дорогая премьер-министр
- Синее небо, а в нём облака
- Недоразумение
- Яма
- Самоубийца [1988]
- Игра в фанты
- Женщина, у которой свои законы
- Ловушка для одного человека
- Дача Сталина
- Генералы в юбках
- Вишнёвый сад [1989]
- Лолита
- Жизнь и необычайные приключения солдата Ивана Чонкина
- Бойня
- Услуга за услуги мадам [1990]
- Я стою у ресторана, замуж — поздно, сдохнуть — рано
- Посланница дьявола
- После пасхи
- Любовь до гроба
- Остров сокровищ

……
- Любви все возрасты…
- Именины в постели
- Леди Ду
- Изобретательная влюблённая
- Жорж Дантен, или Одураченный муж
- Детектор лжи
- Все люди делают это
- Дядя Ваня
- Сотворившая чудо
- «Слишком женатый таксист» Р. Куни
- Стулья
- Как я съел собаку
- Девичник
- Се Ля Ви
- Сон в летнюю ночь
- Возвращение Фомы
- Шестой этаж
- Жизнь прекрасна
- Эти любящие женщины
- Свободная супружеская пара
- Бабий бунт
- Кадриль
- Кабаре
- Вдовий пароход
- Амазония, или караул № 8
- Романтики, Эдмон Ростан
- Сиреневое платье Валентины
- 2005 — «Дембельский поезд. Бог любит» Александра Архипова и З. Деминой. Режиссёр: Сергей Стеблюк[4]
- 2007 — «Вирусоносец»
- Тимон Афинский
- Три сестры
- Собаки Якудза
- 2019 — «Маленькие трагедии» Пушкина
- Мэри Поппинс возвращается!